# Magma (együttes)
A Magma francia progresszív/avant-rock/art rock zenekar. 

## Története
1969-ben alakultak Párizsban, Uniweria Zekt Magma Composedra Arguezdra néven. Christian Vander alapította. Vander korábban a "Wurdalaks" és a "Cruciferius Lobonz" nevű rhythm and blues együttesekben játszott. Ezekkel az együttesekkel szerezte első szerzeményeit, "Nogma" és "Atumba" címekkel. John Coltrane halála mélységesen elszomorította Vandert, ezért elhagyta ezt a két együttest és Olaszországba utazott.
1969-ben visszatért Franciaországba, ahol Rene Garber szaxofonossal, illetve Laurent Thibault basszusgitárossal és zenekarvezetővel találkozott. Lucien Zabuski énekessel és Francis Moze orgonistával kiegészítve megalapították az Uniweria Zekt Magma Composedra Arguezdra zenekart, amelynek nevét Magmára rövidítették. A zenekar dalainak nagy többsége a kitalált "Kobaïan" nyelven íródik, amelyet Vander talált ki.
Zenéjük több együttesre is hatással volt, például az Art Zoyd-ra, az Univers Zero-ra, az Ensemble Nimbusra, a Happy Familyre és a Koanji Hyakkeire.
A Magma hatással volt továbbá John Lydonra is, Mikael Åkerfeldtre, az Opeth énekesére és Travis Ryanre, a Cattle Decapitation énekesére is.
Antoine de Caunes újságíró írt egy életrajzi könyvet a zenekar történetéről.
Laurent Goldstein filmrendező 2017-ben dokumentumfilmet készített a zenekarról, "To Life, Death and Beyond – The Music of Magma" címmel. A filmben interjúkat készítenek Christian Vanderrel, Stella Vanderrel, James McGaw-val, Trey Gunnal , Robert Trujillo-val és Jello Biafrával.

## Tagok
- Hegedűs: Didier Lockwood
- Gitárosok: Claude Engel, Claude Olmos, Gabriel Federow, Marc Fosset, James MacGaw, Jean-Luc Chevalier, Jim Grandcamp, Rudy Blas és Brian Godding.
- Basszusgitárosok: Jannick Top, Bernard Paganotti, Guy Delacroix, Francis Moze, Laurent Thibault, Michel Hervé, Dominique Bertram, Marc Éliard, Philippe Bussonnet, Jimmy Top.
- Billentyűsök: Benoît Widemann, Michel Graillier, Gérard Bikialo, Jean Luc Manderlier, François "Faton" Cahen, Guy Khalifa, Sofia Domancich, Patrick Gauthier, Simon Goubert, Pierre-Michel Sivadier, Jean Pol Asseline, Jean Pierre Fouquey, Frédéric D'Oelsnitz, Benoît Alziari, Emmanuel Borghi, Bruno Ruder, Thierry Eliez.
- Szaxofonosok: Teddy Lasry, Richard Raux, Alain Guillard, René Garber és Yochk’o Seffer.
- Trombitások: Louis Toesca és Yvon Guillard.
- Énekesek: Klaus Blasquiz, Christian Vander, Guy Khalifa, Antoine Paganotti és Hervé Aknin.
- Énekesnők: Stella Vander, Isabelle Feuillebois, Maria Popkiewicz, Liza de Luxe, Himiko Paganotti, Sandrine Fougère, Sandrine Destefanis, Sylvie Fisichella, Laura Guarrato.
- Dobosok: Christian Vander, Michel Garrec, Doudou Weiss, Simon Goubert, Clément Bailly, Claude Salmiéri és François Laizeau.

## Diszkográfia
- 1970: Magma
- 1971: 1001° Centigrades
- 1973: Mëkanïk Dëstruktïẁ Kömmandöh
- 1974: Ẁurdah Ïtah
- 1974: Köhntarkösz
- 1976: Üdü Ẁüdü
- 1978: Attahk
- 1984: Merci
- 2004: K.A (Köhntarkösz Anteria)
- 2009: Ëmëhntëhtt-Ré (CD + DVD)
- 2012: Félicité Thösz
- 2014: Rïah Sahïltaahk
- 2015: Šlag Tanz
- 2019: Zëss
- 2022 Kartëhl